# Taylor York
Taylor York, född 17 december 1989, är gitarristen i det amerikanska bandet Paramore. Han spelar även keyboard ibland. Han är bror till Justin York.
Taylor Benjamin York föddes den 17 december 1989 i Nashville i Tennessee. Hans bror, Justin York, är medlem i bandet Cecil Adora. York hade varit i ett band med Farro bröderna (Josh Farro och Zac Farro) innan de mötte Hayley Williams. Men efteråt när Paramore bildats var han även med i skrivandet av några av bandets låtar som "Conspiracy" och "That's What You Get" trots att han inte var en officiellt medlem i bandet. Det berodde på att hans föräldrar tyckte att han skulle avsluta High School istället för att vara ute och turnera.
Taylor började spela gitarr live för Paramore efter att Hunter Lamb lämnat bandet 2007. 
I juni 2009 blev han en officiell medlem i bandet. Han var rytm-gitarrist i bandet Paramore, men efter att Zac och Josh Farro lämnade bandet i slutet av 2010 är han nu ledgitarrist istället för Josh Farro. Taylor York gillar att klippa i T-shirts så att de kan bli ponchos. Han är kallad för Paramores Justin Timberlake. Han vill inte ha namnet "Button" som smeknamn, ett namn som Hayley sa tyckte passade honom p.g.a. hans näsa under en intervju 2011.